# Gergal (stacja kolejowa)
Gergal (hiszp. Estación de Gergal) – stacja kolejowa w Gérgal, w Prowincji Almería, we wspólnocie autonomicznej Andaluzja, w Hiszpanii.
Obsługuje pociągi dużego i średniego dystansu Renfe Operadora.

## Położenie stacji
Znajduje się na linii kolejowej Linares Baeza – Almería w km 208,7.

## Linie kolejowe
- Linia Linares Baeza – Almería